# Герхард фон Вертхайм
Герхард фон Вертхайм (на немски: Gerhard von Wertheim; * ок. 1130/1160) е граф на Вертхайм.

## Произход
Той е син на граф Волфрам II фон Вертхайм († 1157/1158).

## Фамилия
Герхард се жени и има един син:
- Попо I фон Вертхайм (* ок. 1148; † 1212), граф на Вертхайм, женен I. за дъщеря на Хайнрих III бургграф на Регенсбург, II. за Кунигунда фон Краутхайм (* ок. 1152; † ок. 1212), III. за неизвестна